# Kanton Soisy-sous-Montmorency
Der Kanton Soisy-sous-Montmorency war von 1967 bis 2015 ein französischer Wahlkreis im Arrondissement Sarcelles, im Département Val-d’Oise und in der Region Île-de-France; sein Hauptort war Soisy-sous-Montmorency.

## Gemeinden
Der Kanton umfasste drei Gemeinden: 
| Gemeinde               | Einwohner Jahr | Fläche km² | Bevölkerungsdichte | Code INSEE | Postleitzahl |
| ---------------------- | -------------- | ---------- | ------------------ | ---------- | ------------ |
| Andilly                | 2.557 (2013)   | 2,7        | 947 Einw./km²      | 95014      | 95580        |
| Margency               | 2.913 (2013)   | 0,72       | 4046 Einw./km²     | 95369      | 95580        |
| Soisy-sous-Montmorency | 17.637 (2013)  | 3,98       | 4431 Einw./km²     | 95598      | 95230        |

## Bevölkerungsentwicklung
| 1968   | 1975   | 1982   | 1990   | 1999   | 2006   | 2011   |
| ------ | ------ | ------ | ------ | ------ | ------ | ------ |
| 16.931 | 19.380 | 19.934 | 21.458 | 21.405 | 22.709 | 22.923 |